# Pi'erre Bourne
Pour les articles homonymes, voir Bourne.
 (décembre 2018).
Pi'erre Bourne, de son vrai nom Jordan Timothy Jenks, né le 19 septembre 1993 à Fort Riley, dans le Kansas, est un producteur, disc jockey et rappeur américain.

## Biographie
Il est connu pour avoir produit les singles Magnolia de Playboi Carti et Gummo de 6ix9ine, qui ont culminé au numéro 12 du US Billboard Hot 100. Après la sortie du single du rappeur américain Playboi Carti Magnolia de sa première mixtape commerciale homonyme Playboi Carti (2017), le tag du producteur de Bourne, « Yo Pierre, tu veux venir ici ? » (une phrase tirée à partir d'un épisode de The Jamie Foxx Show), est devenu un phénomène viral et un mème Internet menant le tag à devenir largement connu et Bourne à éclater en tant que producteur.
Il est né à Fort Riley au Kansas, mais a grandi à Columbia en Caroline du Sud, dans une famille militaire du Queens. En grandissant, il passait ses étés avec sa grand-mère dans le Queens, ce qui l'a amené à s'intéresser aux artistes hip-hop de la côte est tels que Dipset et G-Unit. Il est de la famille de Mobile Malachi, un artiste et musicien bélizien de reggae Kriol. Il est aussi un cousin de Papoose, d'origine libérienne. Inspiré par son oncle Dwight qui était rappeur et graphiste, Pi’erre Bourne a commencé à faire des beats quand il était à l'école primaire, en utilisant FL Studio sur l'ordinateur de son oncle. 

### Carrière
Pi’erre Bourne a étudié la conception graphique a Winthrop University à Rock Hill pendant un an avant d'abandonner. À 18 ans, son oncle l'a encouragé à poursuivre sa carrière dans la musique, il a déménagé à Atlanta pour étudier l'ingénierie du son à l'Institut SAE. Pendant ses études, il a rencontré et commencé à collaborer avec DJ Burn One, qui l'a encouragé à créer ses propres instrumentaux et à ne pas s'appuyer sur des échantillons. Après ses études, le studio où ils travaillaient l'a engagé comme ingénieur à temps plein. En 2015, Pi’erre a commencé à travailler pour Epic Records en tant qu'ingénieur du son, laissant un an plus tard se concentrer sur sa propre carrière.
Pi’erre Bourne a commencé à produire pour Young Nudy et Trippie Redd en 2016. Il a rencontré Playboi Carti en février 2017, collaborant sur le morceau Wokeuplikethis* (en collaboration avec Lil Uzi Vert) et produisant la plupart des morceaux de son premier projet. Leur chanson Magnolia a culminé à 29ème place sur le US Billboard Hot 100. Cela a lancé la carrière de production de Pi’erre, produisant des chansons pour 21 Savage, Trippie Redd, Rich the Kid, Lil Yachty, Famous Dex, Nav, Young Thug et Lil Uzi Vert. Bourne a également sorti une série de mixtapes intitulée The Life of Pi'erre et a sa propre empreinte, SossHouse, chez Interscope Records. Il a produit le single Watch de Travis Scott, avec Kanye West et Lil Uzi Vert. Il a également produit l'album Die Lit de Playboi Carti. Il a également aidé à produire les albums de Kanye West, Ye et Jesus Is King.
Le 8 mai 2019, Pi’erre Bourne et son proche collaborateur Young Nudy ont déposé leur mixtape collaborative intitulée Sli’merre. Le projet, qui se compose de 12 chansons, met en vedette les stars montantes du hip-hop DaBaby et Megan Thee Stallion, ainsi que le cousin de Nudy et le rappeur 21 Savage ainsi que son collègue artiste d'enregistrement Lil Uzi Vert. Toutes les chansons de la mixtape ont été produites par Pi’erre et ont atteint la première place du classement américain All Genres d'Apple Music, et ont fait leurs débuts à la 167e place du Billboard 200, pour culminer plus tard à la 63e place la semaine suivante. Le 25 mars 2020, Pi'erre Bourne a fait ses débuts au n ° 1 du palmarès Hot 100 Producers de Billboard, grâce à quatre crédits de production sur l'édition de luxe du deuxième album de Lil Uzi Vert, Eternal Atake.

## Discographie

### Albums studio
- 2019 - The Life of Pi'erre 4 (Interscope Records)
- 2021 - The Life of Pi'erre 5 (Interscope Records)
- 2022 - Good Movie (Interscope Records)
- 2025 - Made in Paris (Interscope Records)

### EP
- 2014 - King of the Hill
- 2016 - SossGirl
- 2023 - Grails

### Mixtapes
- 2016 - The Life of Pi'erre
- 2016 - The Life of Pi'erre 2
- 2016 - The Life of Pi'erre 3
- 2019 - Sli'merre